# Rowland Blennerhassett
Pour les articles homonymes, voir Blennerhassett.
Rowland Blennerhassett (5 septembre 1839 – 22 mars 1909), 4e baronnet (en), est un homme politique britannique.

## Biographie
Il succède en 1849 à son père dans le titre de baronnet. Il est membre de la Chambre des communes de 1865 à 1885.
Il est Justice of the Peace, Lord lieutenant et High Sheriff du Comté de Kerry. Il est admis au Conseil privé d'Irlande en 1905.
Il épouse en 1870 la comtesse Charlotte Julia von Leyden zu Ainhoffen.

## Sources
- (en) Cet article est partiellement ou en totalité issu de l’article de Wikipédia en anglais intitulé « Sir Rowland Blennerhassett, 4th Baronet » (voir la liste des auteurs).